# La Valette-du-Var
Pour les articles homonymes, voir Valette.
La Valette-du-Var est une commune française située dans le département du Var en région Provence-Alpes-Côte d'Azur. En provençal, son nom est La Valeto.
Ses habitants sont appelés les Valettois en français, lei Valeten (valentenco au féminin) en provençal.

## Géographie

### Localisation
Située dans le Sud-Est de la France, dans le département du Var, La Valette-du-Var fait partie de l'aire urbaine de Toulon qui est limitrophe sur son côté. La ville est située à 8 km de Toulon, 72 km de Marseille et 90 km d'Aix-en-Provence.

### Géologie et relief
La ville s'étend dans une petite vallée fertile, aujourd'hui très urbanisée, au pied des monts Faron et Coudon. Le Maire actuel, Thierry Albertini, prévoit 3400 logements supplémentaires dans les 4 prochaines années, ce qui n'est pas sans poser de futurs problèmes de stationnement, circulation sans parler des structures publiques nécessaires à l'accueil de ces nouvelles populations.
Ce sont des massifs calcaires provençaux, à rattacher de loin à l'orogenèse pyrénéenne, caractérisés par des pentes fortes, des crêtes rocheuses, des forêts et garrigues difficilement pénétrables, et très sèches. La Valette est en outre séparée, au sud, de la Garde, par les hauteurs gréseuses de la montagne de Le Thouar qui se trouve à une altitude de 132 mètres.

### Sismicité
La commune se trouve dans une zone de sismicité 2 (faible).

### Hydrographie et les eaux souterraines
Cours d'eau sur la commune ou à son aval :
- trois sources, six forages, huit puits ;
- ruisseau des Paluds[3] ;
- l'Eygoutier[4] ;
- amont du Las[5].

Établissement des eaux (usine d'eau potable de La Valette).

### Climat
Pour des articles plus généraux, voir Climat de Provence-Alpes-Côte d'Azur et Climat du Var.
En 2010, le climat de la commune est de type climat méditerranéen franc, selon une étude du Centre national de la recherche scientifique s'appuyant sur une série de données couvrant la période 1971-2000. En 2020, Météo-France publie une typologie des climats de la France métropolitaine dans laquelle la commune est exposée à un climat méditerranéen et est dans la région climatique  Provence, Languedoc-Roussillon, caractérisée par une pluviométrie faible en été, un très bon ensoleillement (2 600 h/an), un été chaud (21,5 °C), un air très sec en été, sec en toutes saisons, des vents forts (fréquence de 40 à 50 % de vents > 5 m/s) et peu de brouillards. 
Pour la période 1971-2000, la température annuelle moyenne est de 14,9 °C, avec une amplitude thermique annuelle de 15,1 °C. Le cumul annuel moyen de précipitations est de 765 mm, avec 5,3 jours de précipitations en janvier et 1,2 jours en juillet. Pour la période 1991-2020, la température moyenne annuelle observée sur la station météorologique de Météo-France la plus proche, « Toulon », sur la commune de Toulon à 5 km à vol d'oiseau, est de 16,7 °C et le cumul annuel moyen de précipitations est de 633,4 mm. 
La température maximale relevée sur cette station est de 40,1 °C, atteinte le 7 juillet 1982 ; la température minimale est de −9 °C, atteinte le 2 février 1956,,. 
| Mois                                  | jan.            | fév.          | mars            | avril         | mai            | juin         | jui.            | août            | sep.           | oct.            | nov.            | déc.            | année     |
| ------------------------------------- | --------------- | ------------- | --------------- | ------------- | -------------- | ------------ | --------------- | --------------- | -------------- | --------------- | --------------- | --------------- | --------- |
| Température minimale moyenne (°C)     | 6,6             | 6,3           | 8,4             | 10,5          | 13,9           | 17,5         | 19,9            | 20,2            | 17,1           | 14,1            | 10,1            | 7,5             | 12,7      |
| Température moyenne (°C)              | 9,9             | 10,1          | 12,4            | 14,7          | 18,3           | 22,2         | 24,7            | 25              | 21,5           | 17,8            | 13,5            | 10,7            | 16,7      |
| Température maximale moyenne (°C)     | 13,2            | 13,8          | 16,4            | 18,8          | 22,6           | 26,8         | 29,5            | 29,8            | 25,9           | 21,4            | 16,8            | 13,9            | 20,7      |
| Record de froid (°C) date du record   | −7,2 12.01.1987 | −9 02.02.1956 | −4,3 06.03.1971 | 0,3 03.04.22  | 4,6 01.05.1960 | 9 04.06.1984 | 12,8 17.07.00   | 12,3 31.08.1986 | 8,4 27.09.1972 | 3,2 30.10.1950  | −0,9 27.11.1945 | −4,5 29.12.1944 | −9 1956   |
| Record de chaleur (°C) date du record | 20,9 19.01.07   | 23,2 17.02.22 | 26,4 02.03.08   | 28,1 23.04.09 | 34,7 27.05.22  | 36 27.06.19  | 40,1 07.07.1982 | 37 03.08.1975   | 34,9 05.09.16  | 29,3 11.10.1985 | 24,2 03.11.1977 | 21,9 13.12.1961 | 40,1 1982 |
| Précipitations (mm)                   | 70,5            | 46,8          | 39              | 55,4          | 40,2           | 27           | 6,2             | 13,4            | 69,9           | 105,8           | 93,4            | 65,8            | 633,4     |

| Diagramme climatique                                  |             |           |              |              |            |             |              |              |               |              |             |
| J                                                     | F           | M         | A            | M            | J          | J           | A            | S            | O             | N            | D           |
| 13,26,670,5                                           | 13,86,346,8 | 16,48,439 | 18,810,555,4 | 22,613,940,2 | 26,817,527 | 29,519,96,2 | 29,820,213,4 | 25,917,169,9 | 21,414,1105,8 | 16,810,193,4 | 13,97,565,8 |
| Moyennes : • Temp. maxi et mini °C • Précipitation mm |             |           |              |              |            |             |              |              |               |              |             |

Les paramètres climatiques de la commune ont été estimés pour le milieu du siècle (2041-2070) selon différents scénarios d'émission de gaz à effet de serre à partir des nouvelles projections climatiques de référence DRIAS-2020. Ils sont consultables sur un site dédié publié par Météo-France en novembre 2022.

### Communes limitrophes
| Le Revest-les-Eaux | Solliès-Ville     | La Farlède |
| Toulon             | La Valette-du-Var | La Garde   |
| Toulon             | La Garde          | La Garde   |

### Voies de communications et transports

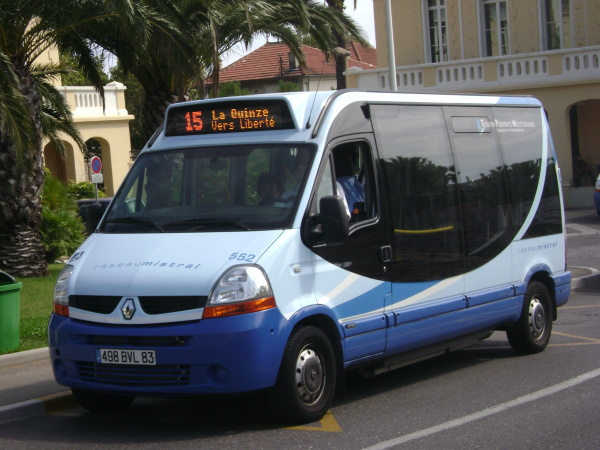
Minibus pour les appel-bus.

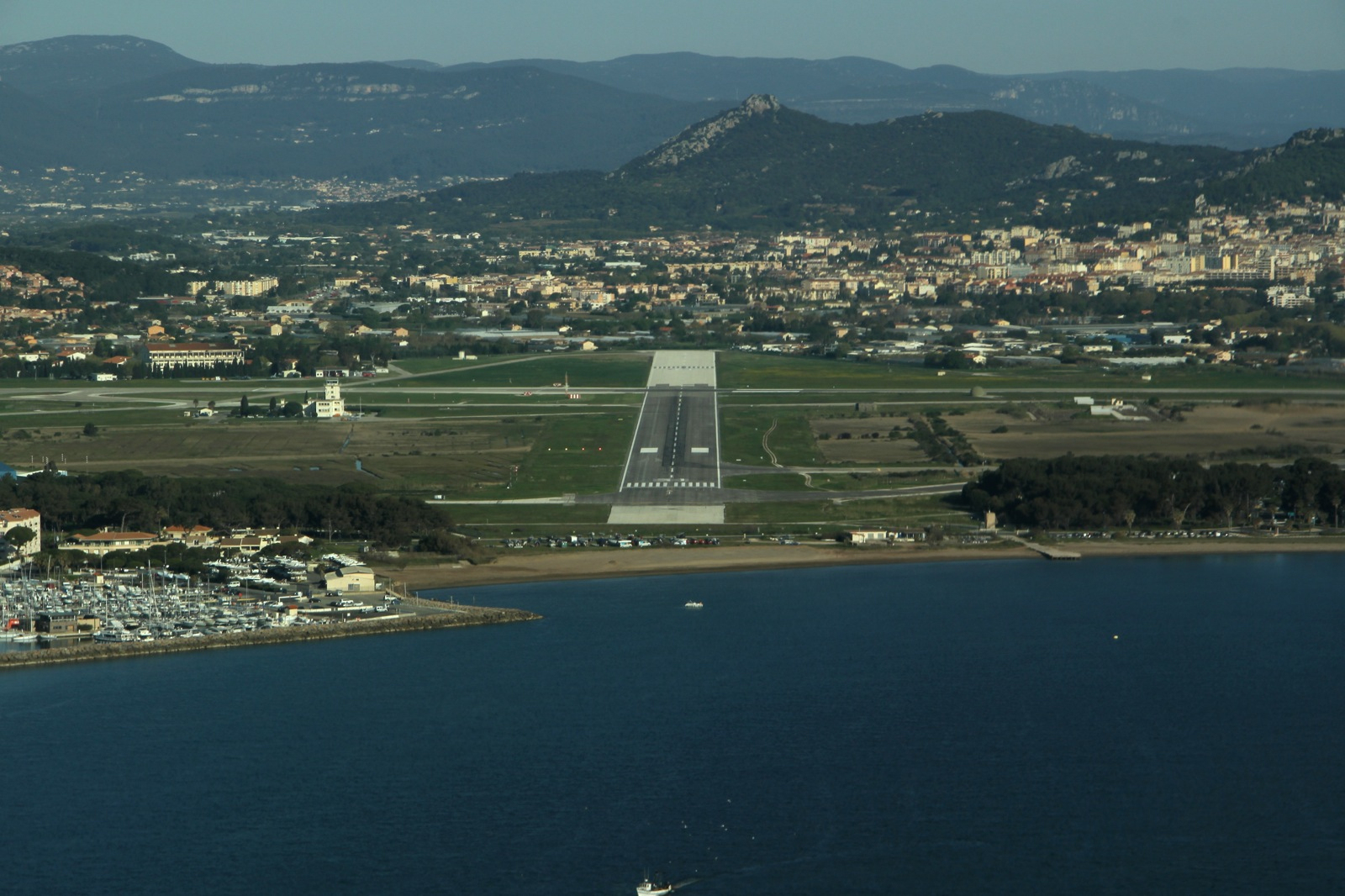
Aéroport de Toulon-Hyères.

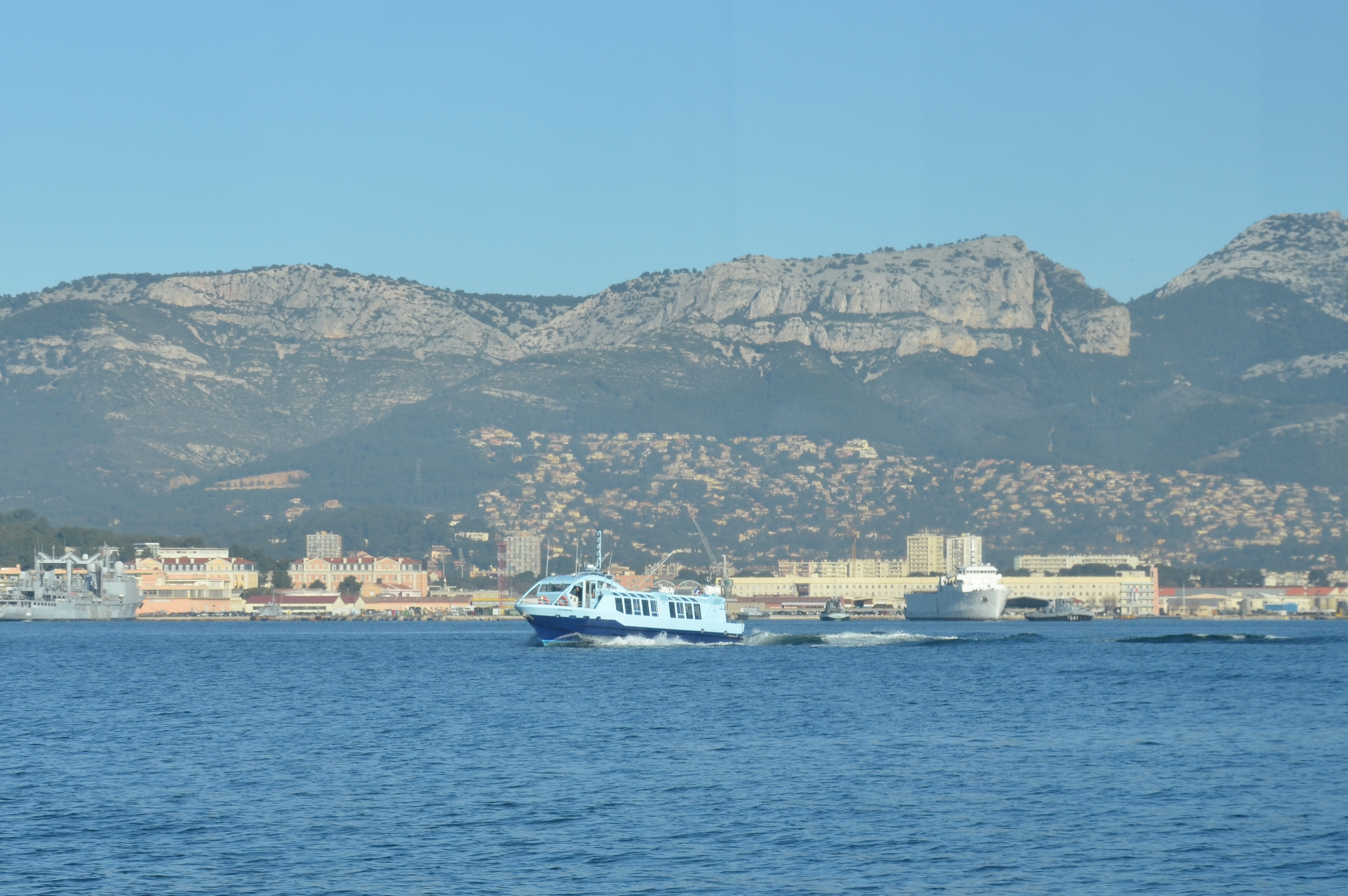
Bateau-bus "Lou Roucaou" Réseau Mistral, Petite Rade de Toulon.

#### Voies routières
- Ville desservie par la RN 97 et l'autoroute A57.

#### Transports en commun

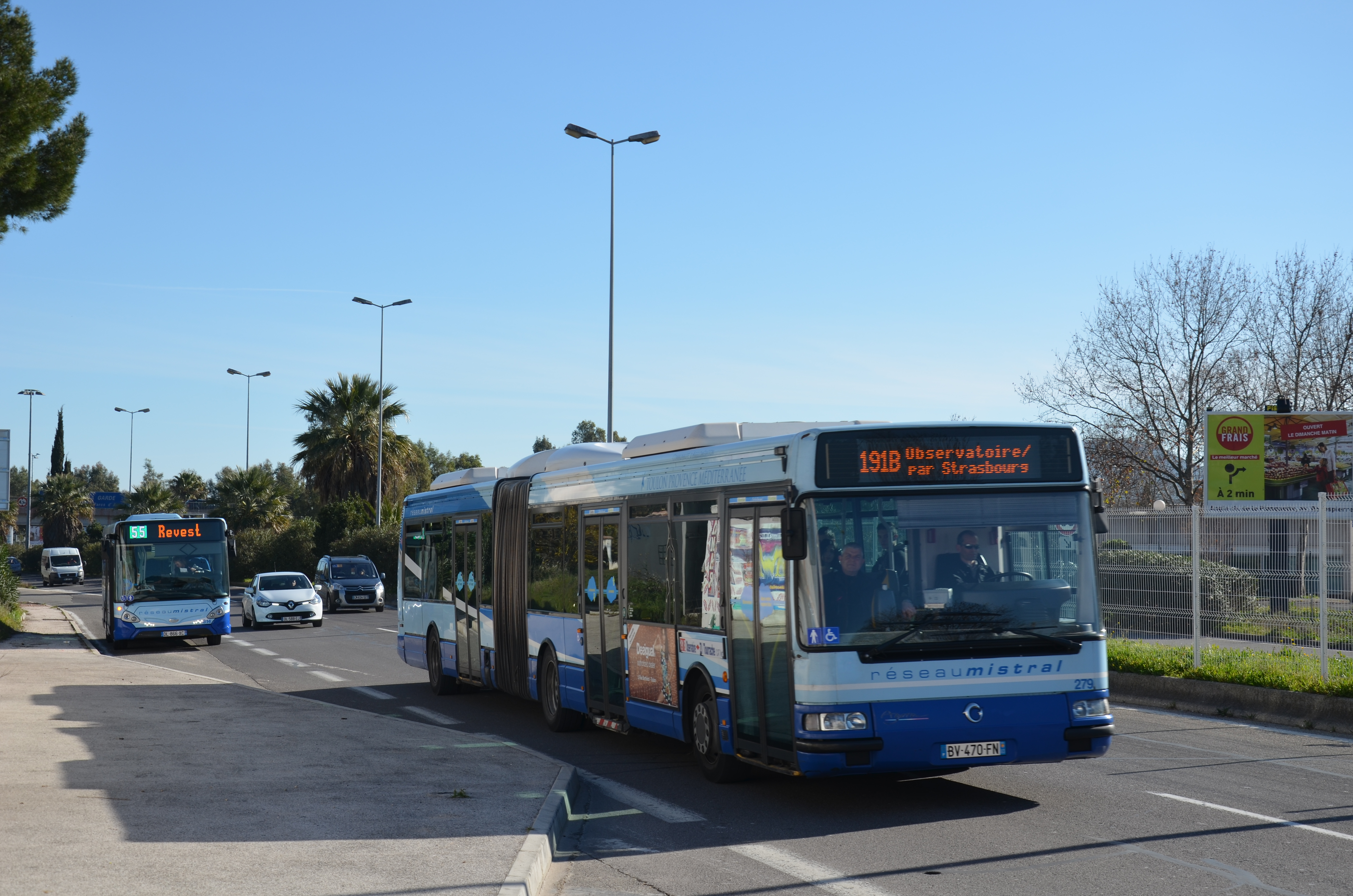
Bus 55 et 191B (aujourd'hui 191) à l'arrêt Campus La Garde/La Valette.

La commune est desservie par le réseau mistral, réseau de transport de la métropole. La commune est desservie par les lignes U, 1, 31, 55, 103, 129, 191, auxquelles s'ajoutent la ligne 19 en nocturne et l'appel-bus 121.
- Transport en Provence-Alpes-Côte d'Azur

Commune desservie par le réseau régional de transports en commun Zou ! (Réseau Mistral). Les collectivités territoriales ont en effet mis en œuvre un « service de transports à la demande » (TAD), réseau régional Zou !.

#### Lignes SNCF
- Gare de Toulon.
- Gare de Toulon Sainte Musse
- Gare de Marseille-Saint-Charles,
- Gare de Nice-Ville,

#### Transports aériens
Les aéroports les plus proches sont :
- aéroport de Toulon-Hyères, à 20 km.
- aéroport de Marseille Provence, à 95 km.
- aéroport de Nice-Côte d'Azur, à 139 km.

#### Ports
- Ports en Provence-Alpes-Côte d'Azur :
  - Rade de Toulon,
  - Port Lympia (port de Nice),
  - port de Marseille,
  - port Hercule (port de Monaco).

## Toponymie
La toponymie de La Valette, comme partout en Provence, est surtout une adaptation de sa toponymie en langue provençale. La toponymie des rues de La Valette et quelques vestiges de cette époque (char de Verdun) gardent en mémoire le passé militaire de la commune. Il y a également une tombe avec inscrit l'Appel du 18 juin. On peut aussi ajouter le jardin remarquable de Baudouvin qui est le jardin le plus visité de la ville.

## Histoire

### Préhistoire et Antiquité
Déjà, au chalcolithique puis à l'âge du bronze, les grottes des monts sont occupées. Puis, une tribu ligure y construisit des oppida, avant les invasions romaines. Ces petits villages fortifiés abritent des cases et des troupeaux. Ils surplombent la plaine.
Les Romains, selon la tradition des érudits locaux, auraient fondé la localité de Vallis Laeta (Vallée heureuse) ; mais peut-être n'était-ce qu'un ensemble de grosses villas agricoles, dont certaines étaient spécialisées dans la production d'huile d'olive.

### Moyen Âge
Au Moyen Âge, un castrum est construit. Celui-ci est fortifié, un château s'élevant à proximité de l'église Saint-Jean, de style roman, elle-même couronnée de créneaux.
- XIVe siècle, la Valette appartient à la famille provençale des Glandevès.

La mort de la reine Jeanne Ire ouvre une crise de succession à la tête du comté de Provence, les villes de l’Union d'Aix (1382-1387) soutenant Charles de Duras contre Louis Ier d'Anjou. Le seigneur de La Valette, Gauthier d’Ulmet, se rallie aux Angevins en 1385, après la mort de Louis Ier.
La ville de la Valette est également appelée la Pigne parce qu'on dit qu'au XVe siècle alors que la peste sévissait, les Valettois auraient aidé les habitants de Pignans (petit village varois). Ce village aurait alors cédé l'une des trois pignes de son blason à La Valette, qui l'arbore sur le sien.

### Temps modernes
En 1531, le second du corsaire Barberousse, Sinan le Judeo, voulut piller Toulon. Les portes de la ville étant closes, il se détourna sur le hameau de la Valette, pillant « meubles, vivres, bestial, femmes et enfants ».
1720, la peste fait rage. Les trois quarts de la population sont décimés par la maladie.
XVIIe et XVIIIe siècles, les invasions dirigées sur Toulon échouant à chaque fois, les adversaires, déçus, pillent et brûlent la Valette qui était sur leur chemin.

### Révolution française
Peu avant la Révolution française, l’agitation monte. Outre les problèmes fiscaux présents depuis plusieurs années, la récolte de 1788 avait été mauvaise et l’hiver 1788-1789 très froid. L’élection des États généraux de 1789 avait été préparée par celles des États de Provence de 1788 et de janvier 1789, ce qui avait contribué à faire ressortir les oppositions politiques de classe et à provoquer une certaine agitation. C’est au moment de la rédaction des cahiers de doléances, fin mars, qu’une vague insurrectionnelle secoue la Provence. Une émeute se produit à La Valette le 25 mars : en effet, en application du règlement du 2 mars, les non-propriétaires et les travailleurs sans résidence fixe ne purent voter. L’émeute du 25 se dresse contre cette injustice, fait rédiger un nouveau cahier de doléances, et élire de nouveaux députés ; ensuite, le piquet est suspendu. Dans un premier temps, la réaction consiste dans le rassemblement d’effectifs de la maréchaussée sur place. Puis des poursuites judiciaires sont diligentées, mais les condamnations ne sont pas exécutées, la prise de la Bastille comme les troubles de la Grande peur provoquant, par mesure d’apaisement, une amnistie début août.
La Valette est enfin impliquée dans les événements liés au siège de Toulon ; s'y installe momentanément la famille du général Bonaparte.

### Époque contemporaine
Le 5e régiment de Chasseurs d'Afrique (RCA) a procédé à la libération de la Valette-du-Var entre le 21 et le 23 août 1944. Un monument et des plaques commémoratives ainsi qu'un M4 Sherman "Verdun" sont présentés en témoignage.
La guerre d'Algérie est suivie d'une augmentation rapide de la population, avec une forte communauté de rapatriés ; plus tard, les immeubles des quartiers Sud (la Coupiane) sont construits.

## Politique et administration

### Budget et fiscalité 2020
En 2020, le budget de la commune était constitué ainsi :
- total des produits de fonctionnement : 28 625 000 €, soit 1 186 € par habitant ;
- total des charges de fonctionnement : 27 011 000 €, soit 1 119 € par habitant ;
- total des ressources d’investissement : 9 353 000 €, soit 388 € par habitant ;
- total des emplois d’investissement : 9 285 000 €, soit 385 € par habitant.
- endettement : 28 405 000 €, soit 1 177 € par habitant.

Avec les taux de fiscalité suivants :
- taxe d’habitation : 15,92 % ;
- taxe foncière sur les propriétés bâties : 27,94 % ;
- taxe foncière sur les propriétés non bâties : 70,68 % ;
- taxe additionnelle à la taxe foncière sur les propriétés non bâties : 0,00 % ;
- cotisation foncière des entreprises : 0,00 %.

Chiffres clés Revenus et pauvreté des ménages en 2018 : Médiane en 20185 du revenu disponible, par unité de consommation : 22 330 €.
En 2020, l'impôt sur le revenu net moyen par foyer imposé était de 2 963 € contre une moyenne nationale de 3 910 €.

### Politique environnementale
La commune bénéficie de la Station d'épuration de Toulon Ouest - Pont de la Clue de 107 000 Équivalent-habitant.
En 2010, la commune de La Valette-du-Var a été récompensée par le label « Ville Internet @@@ ».

## Urbanisme

### Typologie
Au 1er janvier 2024, La Valette-du-Var est catégorisée grand centre urbain, selon la nouvelle grille communale de densité à sept niveaux définie par l'Insee en 2022.
Elle appartient à l'unité urbaine de Toulon, une agglomération inter-départementale regroupant 27  communes, dont elle est une commune de la banlieue,,. Par ailleurs la commune fait partie de l'aire d'attraction de Toulon, dont elle est une commune du pôle principal,. Cette aire, qui regroupe 35 communes, est catégorisée dans les aires de 200 000 à moins de 700 000 habitants,.

### Occupation des sols
L'occupation des sols de la commune, telle qu'elle ressort de la base de données européenne d’occupation biophysique des sols Corine Land Cover (CLC), est marquée par l'importance des territoires artificialisés (50,9 % en 2018), en augmentation par rapport à 1990 (48,5 %). La répartition détaillée en 2018 est la suivante :
zones urbanisées (38,7 %), forêts (23 %), milieux à végétation arbustive et/ou herbacée (21,5 %), zones industrielles ou commerciales et réseaux de communication (12,2 %), espaces ouverts, sans ou avec peu de végétation (4,4 %), zones agricoles hétérogènes (0,2 %). L'évolution de l’occupation des sols de la commune et de ses infrastructures peut être observée sur les différentes représentations cartographiques du territoire : la carte de Cassini (XVIIIe siècle), la carte d'état-major (1820-1866) et les cartes ou photos aériennes de l'IGN pour la période actuelle (1950 à aujourd'hui).

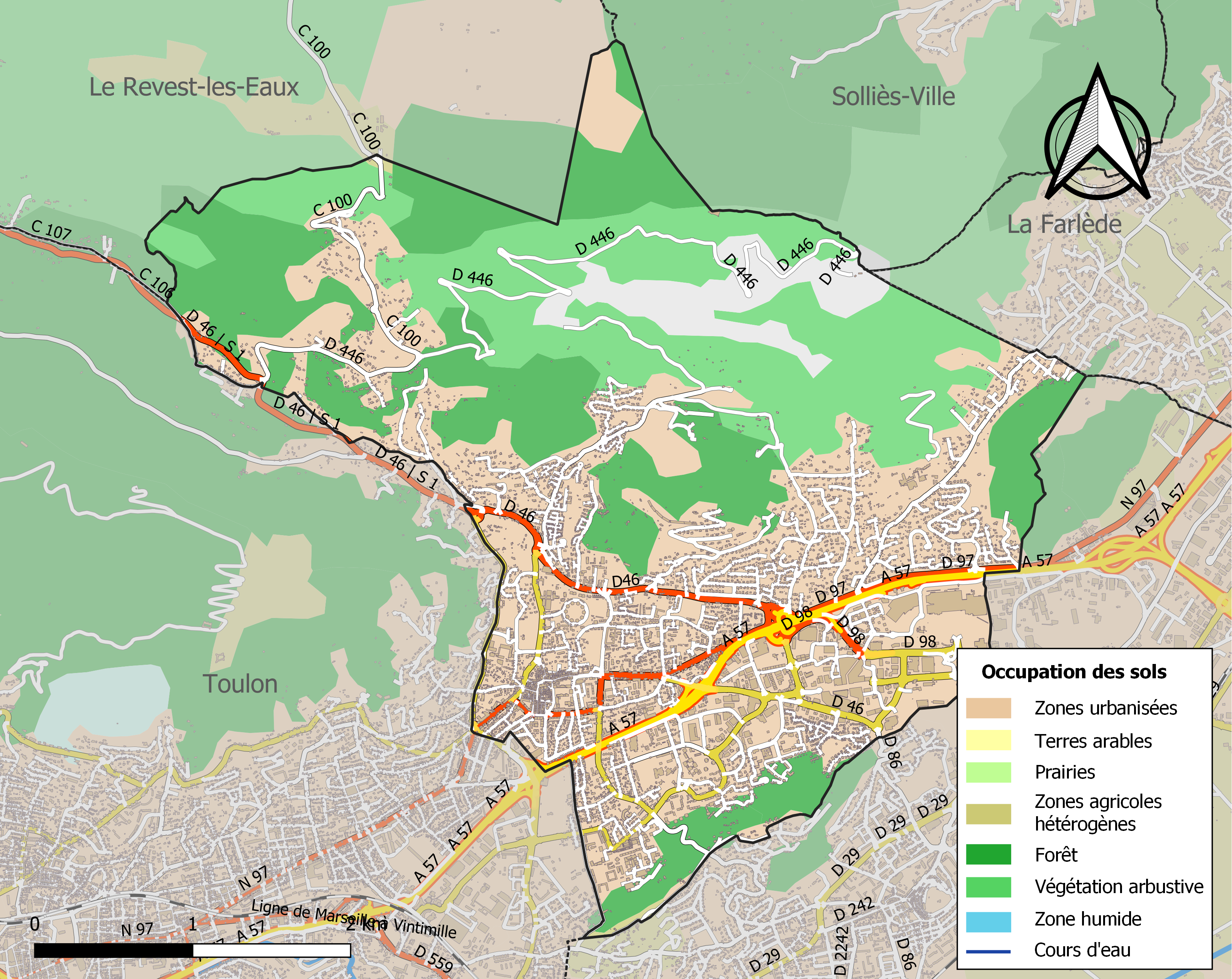
Carte des infrastructures et de l'occupation des sols de la commune en 2018 (CLC).

### Jumelages
La Valette-du-Var est jumelée avec six villes.
- Villingen-Schwenningen (Allemagne) depuis 1974.
- Bocșa (Roumanie) depuis 1990.
- Novotcherkassk (Russie) depuis 1992
- Somma Lombardo (Italie) depuis 1997.
- Liévin (France) 2001.
- Krościenko nad Dunajcem (Pologne) 2005.

## Population et société

### Démographie

#### Évolution démographique
L'évolution du nombre d'habitants est connue à travers les recensements de la population effectués dans la commune depuis 1793. Pour les communes de plus de 10 000 habitants les recensements ont lieu chaque année à la suite d'une enquête par sondage auprès d'un échantillon d'adresses représentant 8 % de leurs logements, contrairement aux autres communes qui ont un recensement réel tous les cinq ans,.

En 2022, la commune comptait 23 660 habitants, en évolution de −0,48 % par rapport à 2016 (Var : +4,98 %, France hors Mayotte : +2,11 %).
| 1793  | 1800  | 1806  | 1821  | 1831  | 1836  | 1841  | 1846  | 1851  |
| ----- | ----- | ----- | ----- | ----- | ----- | ----- | ----- | ----- |
| 2 311 | 2 152 | 2 206 | 2 015 | 2 450 | 2 267 | 2 231 | 2 275 | 2 337 |

| 1856  | 1861  | 1866  | 1872  | 1876  | 1881  | 1886  | 1891  | 1896  |
| ----- | ----- | ----- | ----- | ----- | ----- | ----- | ----- | ----- |
| 2 127 | 2 101 | 2 125 | 2 180 | 2 127 | 2 186 | 2 196 | 2 262 | 2 470 |

| 1901  | 1906  | 1911  | 1921  | 1926  | 1931  | 1936  | 1946  | 1954  |
| ----- | ----- | ----- | ----- | ----- | ----- | ----- | ----- | ----- |
| 2 623 | 2 837 | 2 853 | 2 847 | 3 108 | 3 455 | 4 011 | 5 055 | 5 194 |

| 1962  | 1968   | 1975   | 1982   | 1990   | 1999   | 2006   | 2011   | 2016   |
| ----- | ------ | ------ | ------ | ------ | ------ | ------ | ------ | ------ |
| 6 949 | 11 194 | 14 745 | 18 296 | 20 687 | 21 739 | 22 067 | 20 851 | 23 775 |

| 2021   | 2022   | - | - | - | - | - | - | - |
| ------ | ------ | - | - | - | - | - | - | - |
| 23 955 | 23 660 | - | - | - | - | - | - | - |

## Établissements scolaires

### Établissements privés
- École paroissiale Sainte Marie, 101 avenue Charles Verdun, correspondant au projet Palentio de développement des écoles hors contrat en milieu paroissial, hors contrat[58]
- École de la Réussite, laique privée
- École privée élémentaire Montessori arbre de Vie[59]

### Établissements publics
Établissements d'enseignements :
- École maternelle François-Villon[61]
- École maternelle Anatole-France[62]
- École maternelle Paul-Arène[63]
- École maternelle Célestin-Freinet[64]
- École maternelle Thyde-Monnier[65]
- École maternelle Frédéric-Mistral[66]
- École élémentaire Pierre-de-Ronsard
- École élémentaire Jules-Ferry
- École élémentaire François-Fabié
- École élémentaire Jean-Giono
- École élémentaire Marcel-Pagnol
- Collège Alphonse-Daudet, collège public[67]
- Collège Henri-Bosco, collège public[68]
- Lycée du Coudon à La garde,
- Lycées à Toulon.

### Sports
La Valette est également le club varois où les installations footballistiques sont les mieux aménagées et les plus importantes.
- Union athlétique valettoise.
- Rugby à XV

Rugby Club La Valette Le Revest La Garde Le Pradet, rassemblant une section masculine et une section féminine.

### Santé
Professionnels et établissements de santé:
- Médecins,
- Pharmacies,
- Hôpital Privé Toulon Hyères
- Clinique Saint Michel (Polyclinique chirurgicale-Endoscopie)[70], Centre ophtalmologique Saint Vincent (Chirurgie ophtalmologique Eesthétique), Centre laser (Chirurgie réfractrice) à Toulon,
- Centre hospitalier intercommunal Toulon-La Seyne-sur-Mer.

### Cultes
- Culte catholique, Paroisse Saint-Jean et Saint-Jean XXIII, à la Valette[71], Diocèse de Fréjus-Toulon.
- Autres lieux de culte :
  - Église orthodoxe à Toulon[72],
  - Centre Communautaire Israélite de Toulon et du Var et Synagogue[73],
  - Temple protestant de Toulon,
  - Pagode ou temple bouddhiste à Toulon, Centre Paramita du Var, à Hyères[74],
  - Mosquée à La Garde[75].

## Économie

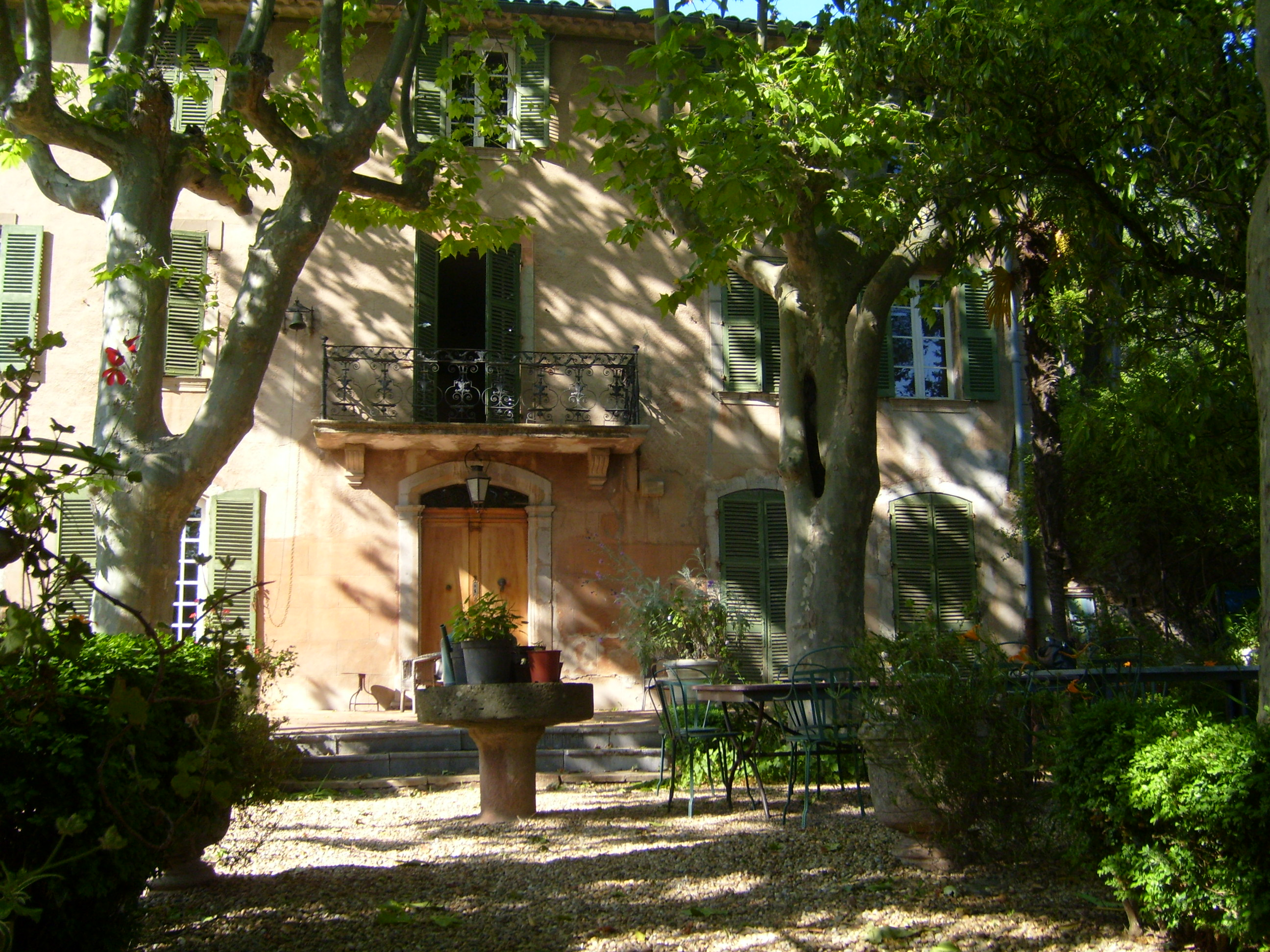
Le domaine d'Orvès.

### Entreprises et commerces

#### Agriculture
Du XIXe siècle jusqu'à la fin de la Seconde Guerre mondiale, la Valette ne vit que d'agriculture, et ne se modernisera qu'une dizaine d'années après la guerre.
La Valette possédait de nombreux moulins à huile. Un seul est encore en activité. Il se trouve à la sortie de la ville.

#### Tourisme
- Hôtels, locations saisonnières.
- Restaurants[76].
- Le Conservatoire variétal de l'olivier du Coudon[77].

#### Commerces
- La commune dispose de plus de 200 commerces et services de proximité.
- La zone d'aménagement concerté Valgora constitue le plus important parc tertiaire du département et compte une bonne centaine d’entreprises exerçant dans des secteurs économiques de pointe.
- La boulangerie Sainte-Christine, connue par la plupart des Valettois comme étant « La Boulangerie Jaune »[78].

## Culture locale et patrimoine

### Lieux et monuments

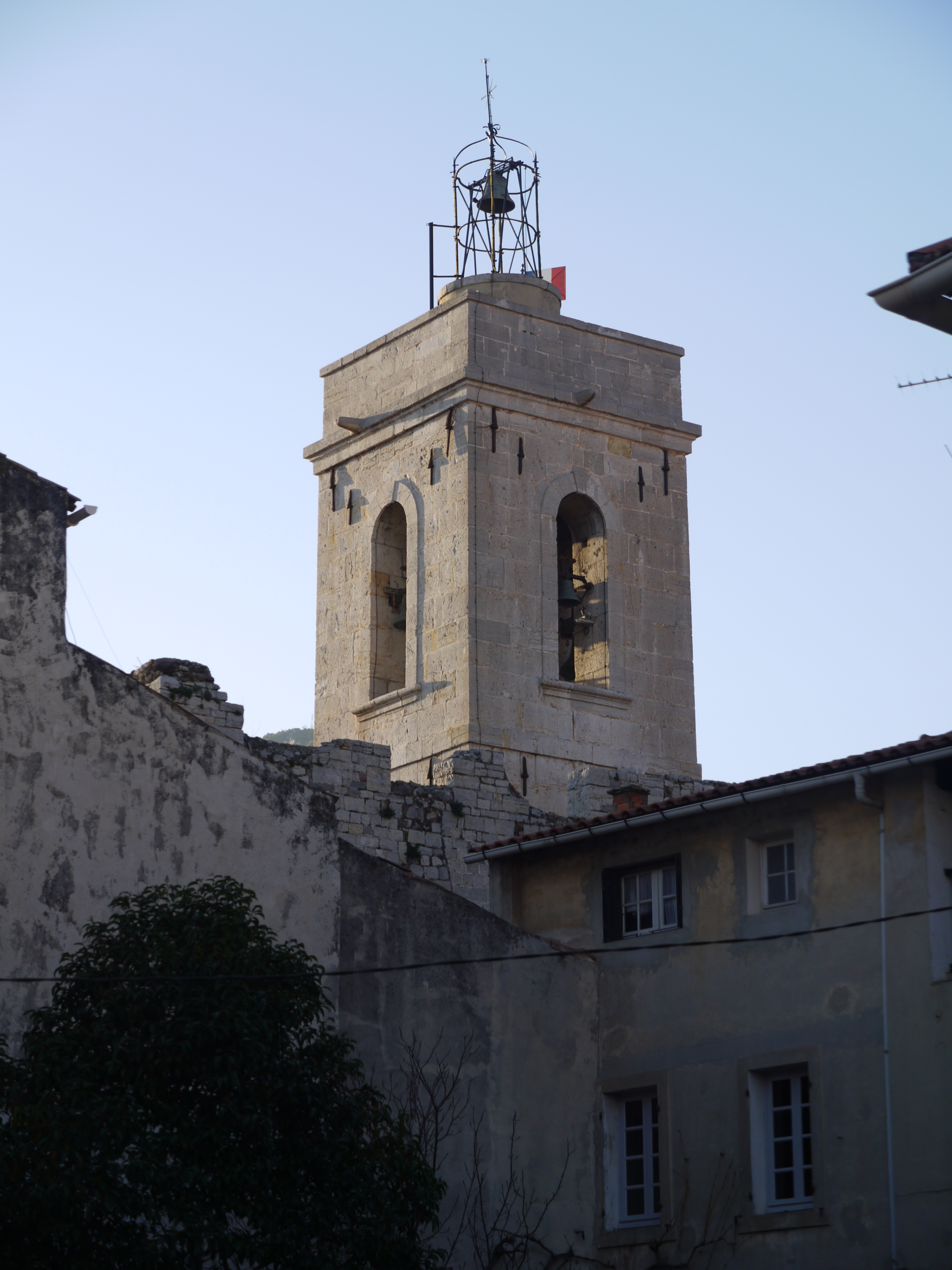
Clocher de l'église Saint-Jean-devant-la-Porte-latine.

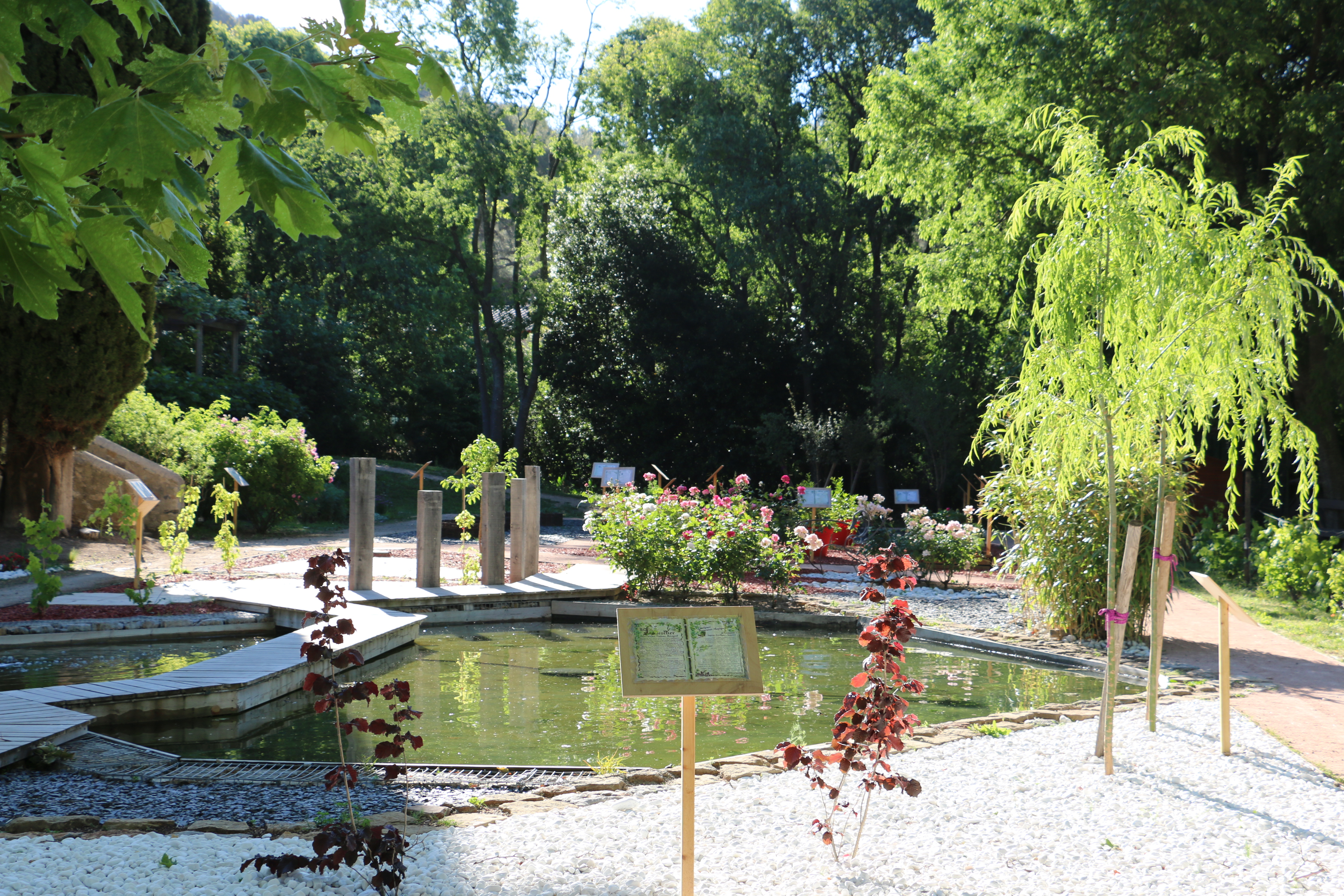
Jardin remarquable de Baudouvin.

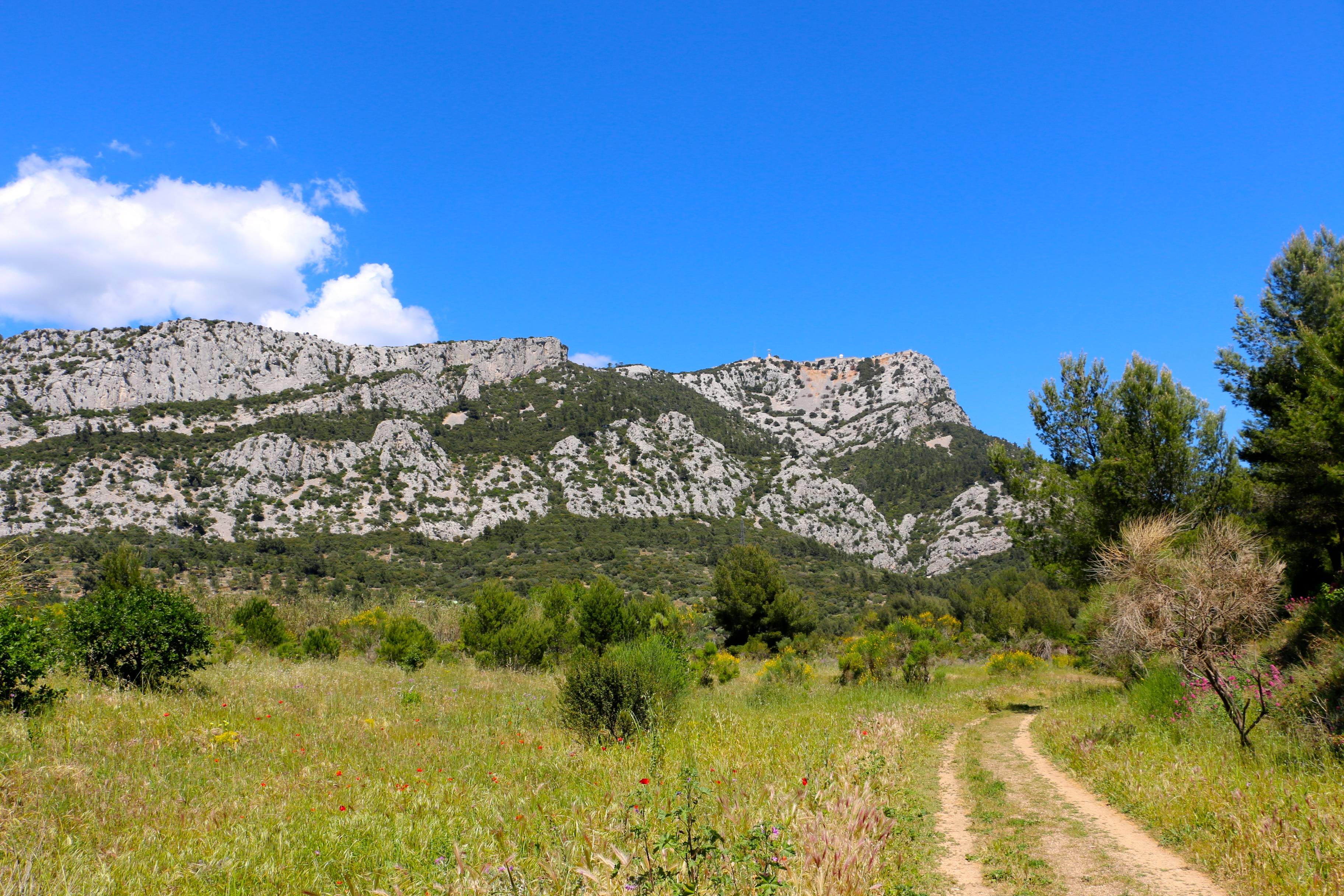
Le mont Coudon.

#### Patrimoine religieux
- Église Saint-Jean, porte (vantaux compris) et abside, inscrits sur l'inventaire supplémentaire des monuments historiques par arrêté du 13 avril 1944[79], et cloche de 1559 classée au titre des monuments historiques par arrêté du 7 octobre 1981[80].
- Église Saint-Jean-XXIII, située à la Coupiane[81].
- Ancien couvent des Minimes[82].
- Chapelles :
  - chapelle du domaine d'Orvès[83] ;
  - chapelle du domaine des Gueules Cassées du Coudon[84] ;
  - chapelle Sainte-Cécile[85].
- Monuments commémoratifs :
  - monument aux morts 1914-1918, 1939-1945, Indochine (1946-1954), AFN-Algérie (1954-1962)[86] ;
  - monument commémoratif de la 9e D.I.C., plaque commémorative du 5e R.C.A., stèle commémorative du régiment colonial de chasseurs de chars[87].

#### Patrimoine de pays
- La Valette est dotée d'un grand nombre de fontaines[88]. Le « Sentier au fil de l'eau », route pédestre, permet de toutes les voir[89].
- Sculpture de Gérard Ramon, La Tempête, inaugurée le 14 juillet 1989 à l'occasion du bicentenaire de la Révolution Française[90].
- Sculpture de César, La Main, à l'entrée du collège Henri-Bosco[91].

#### Patrimoine naturel
- Le Coudon, massif forestier culminant à 702 mètres d'altitude. Sommet accessible par la route ou à pied (informations à la mairie ; association des Amis du Coudon). Point de vue sur les massifs varois.
- Domaine d'Orvès[92], jardin remarquable[93].
- Domaine de Baudouvin, jardin remarquable[94].

#### Lieux de loisirs
- Espace culturel Albert-Camus, regroupant le théâtre Marelios[95], le cinéma Henri-Verneuil[96] et la médiathèque Albert-Camus[97].
- Bibliothèque George-Sand.
- Galerie d'art Le Moulin[98], consacrée aux arts plastiques et contemporains.
- Espace culturel Pierre-Bel.

### Personnalités liées à la commune
- Pierre Chabert, écrivain de langue provençale du XVIIe et peut-être du début du XVIIIe siècle, y est né.

- Gaspard de Besse (1757-1781), brigand, y a été arrêté dans une auberge en 1780. Une plaque est apposée sur le lieu de son arrestation, avenue du Char-Verdun.
- François Fabié (1846-1928), poète régionaliste, y est mort.
- Joseph Pujol (1857-1945), artiste de variétés, dit « Le Pétomane », y est inhumé.
- Yves Picot (1862-1938), colonel d'infanterie français et personnalité politique, y est mort.
- Willy Eisenschitz (1889-1974) et son épouse Claire Bertrand (1890-1969), peintres expressionnistes, y vécurent.
- Pierre Deval (1897-1993), peintre figuratif, y est mort.
- Madame Grès (1903-1993), créatrice de haute couture, célèbre pour l'élaboration de son « pli Grès », y est morte.
- André Mazana (1913-1944), compagnon de la Libération, y est tué en 1944 lors de la libération de Toulon.
- André Ballatore (1913-1997), compagnon de la Libération, y est inhumé après y avoir passé les dernières années de sa vie.
- Bernard Girardon (1920-1944) y est mort au cours de la prise du fort du Coudon, qui porte maintenant son nom.
- François Arnal (1924-2012), peintre français, y est né.
- Éric Champ (né en 1962), joueur de rugby à XV international, y a joué[réf. nécessaire].
- Christian Califano (né en 1972), joueur de rugby à XV international, y a joué[réf. nécessaire].
- Christophe Dominici (1972-2020), joueur de rugby à XV international, y a joué.
- Pierre Bel (?-?), historien, journaliste, académie du Var, auteur des « Cahiers de la libération de Toulon » en 1944[99].

### Héraldique
| Armes de La Valette-du-Var | Les armes de La Valette-du-Var se blasonnent ainsi : d'azur à une pomme de pin d'or la tige en haut |